# Internet Watch Foundation et Wikipédia
Le 5 décembre 2008, l’Internet Watch Foundation — une organisation britannique de veille citoyenne — met sur liste noire l’article de la Wikipédia en anglais concernant l’album Virgin Killer des Scorpions, en raison de la présence dans celui-ci de sa couverture controversée, représentant une jeune fille posant nue, un effet de verre brisé cachant son sexe. L’image a été considérée comme « un contenu potentiellement illégal » aux termes de la loi britannique, qui prohibe la possession ou la création de photographies indécentes d’enfants. La liste noire de l’IWF est utilisée par des systèmes de filtrage comme Cleanfeed, systèmes dont l’utilisation est imposée aux fournisseurs d'accès à Internet britanniques par la loi.
L’URL de la page de description, qui présente l’image, a aussi été mise dans la liste noire ; cependant, tant la miniature que l’image elle-même restent accessibles. La couverture avait déjà été l’objet de controverses au moment de sa sortie, et avait été remplacée sur certains marchés par une couverture alternative représentant une photographie des membres du groupe. L’IWF décrit l’image comme « une image potentiellement illégale représentant de manière indécente un enfant de moins de 18 ans »,. La politique de Wikipédia veut que l’on ne censure pas les contenus « que certains lecteurs trouvent inconvenants ou choquants, même extrêmement », et donc ne retire que les contenus non pertinents, vandales ou illégaux aux termes de la loi de l’État américain de Floride, où ses serveurs sont situés,. Wikipédia retire aussi les contenus qui violent ses règles à propos des biographies de personnes vivantes, ou qui violent d’autres de ses règles.
En plus des conséquences directes de la censure — qui peut cependant être contournée —  de l’article et de l’image pour les lecteurs britannique de la Wikipédia en anglais au travers des FAI touchés, et quand bien même cette image est facilement accessible sur d’autres sites majeurs dont Amazon.co.uk (duquel elle a été retirée ultérieurement) et en vente libre dans le pays, l’action a eu plusieurs conséquences pour Wikipédia, notamment le fait d’empêcher temporairement tous les éditeurs anonymes utilisant ces FAI de contribuer à quelque page que ce soit de l’encyclopédie. Ceci a été décrit par l’IWF comme un « dommage collatéral » involontaire. Ceci est dû au faible nombre de proxies utilisés pour accéder à Wikipédia, étant donné que Wikipédia a une politique de blocage des contributeurs qui vandalisent l’encyclopédie. Ainsi, tout vandalisme venant d’un de ces FAI sera effectué au travers d’un de ces proxies et tous les autres utilisateurs du même FAI seront eux aussi empêchés d’éditer Wikipédia.
Après avoir lancé sa procédure d’appel et analysé la situation, l’IWF a annulé sa mise sur liste noire de la page le 9 décembre 2008,, et a annoncé qu’elle ne mettrait plus sur liste noire d’autres copies de l’image hébergées hors du Royaume-Uni.

## Contexte
L’illustration de la pochette de l’album Virgin Killer des Scorpions était déjà controversée au moment de sa sortie étant donné qu’elle représente une jeune fille entièrement nue, seul un effet de verre brisé cachant son sexe. Cette pochette a été remplacée sur certains marchés par une image alternative consistant en une photo des membres du groupe. RCA a refusé de vendre l’album avec sa couverture controversée aux États-Unis. Cette couverture n’a pas été la seule des Scorpions à être controversée, ce fut le cas de celles de Taken by Force et de Lovedrive.
En fait, la France est le seul pays dans lequel la pochette n'a pas été censurée. Concernant Wikipédia, la pochette était présente sur Wikipédia en anglais, mais pas en français, pour des raisons de droits d'auteur : son usage relevait du fair-use, interdit sur Wikipédia en français.
 (novembre 2009).